# Predrag Danilović
Predrag "Saša" Danilović (cirílico serbio: Предраг "Саша" Даниловић) (Sarajevo, Bosnia y Herzegovina, RFS Yugoslavia, 26 de febrero de 1970) es un exjugador serbio de baloncesto, considerado el mejor escolta europeo de la década de los 90. Danilović fue nombrado Mejor Jugador Europeo de 1995 y en 1998 fue el MVP de la liga italiana en su estancia en la Virtus Bolonia.En 2008 fue nombrado uno de los 50 mayores colaboradores de la Euroliga, elegido entre los 35 mejores jugadores del último medio siglo de la máxima competición europea, y por tanto uno de los cinco mejores escoltas (o shooting guards) de la Historia en Europa junto a Dražen Petrović, Nikos Galis, Emanuel Ginóbili y Anthony Parker.

## Trayectoria profesional
Procedente del KK Bosna Sarajevo, Danilović llegó en 1987 al KK Partizan, donde jugó 5 exitosos años y ganó una liga yugoslava, 2 copas, una Copa Korac y una Euroliga. Con su íntimo amigo Aleksandar Đorđević formó la mejor pareja exterior base-escolta de Europa. Debido a los bombardeos de la Guerra Civil en Belgrado, durante la temporada 1991-1992, el Partizan no pudo jugar en su país debido a la peligrosidad y se vio obligado a disputar los partidos de Liga Europea en Fuenlabrada. Las tensiones eran constantes y el grupo humano era muy joven (Danilović contaba con 21-22 años y el "veterano", Djordjevic, apenas 25) por lo que en ocasiones no se hablaban entre ellos, excepto en los partidos, leyenda que se encargó de confirmar el propio Danilović al diario El País en el 20 aniversario de aquella Copa de Europa que el Partizan ganó al Joventut de Badalona con el célebre triple final de Djordjevic, pero del que Danilović fue nombrado MVP de dicha Final Four de la Euroliga:

¿Es cierta la leyenda de que no se hablaba con Djordjevic aquel año 92 en el que lograron la Copa de Europa ante el Joventut? Seguramente sí. Eran cosas de niños que además no afectaban en la pista. No fue nada grave, pasa en todos los equipos hasta que se aprende a controlar los egos. En cualquier caso, todo aquello se resolvió con el abrazo en el que nos fundimos tras su histórico triple. En mi despacho tengo la foto de aquel lanzamiento y todavía hoy se lo agradezco. Eso sí que no lo olvidaré nunca.

Tras ganarlo todo en su país, fichó por la Virtus Bolonia en 1992, convirtiéndose pronto en el ídolo de la afición y una leyenda por su carismático y ganador juego. Ganó 4 ligas en el conjunto italiano, tres de ellas de manera consecutiva, además de una copa, una Euroliga y el premio MVP de la temporada en 1998. Jugó durante dos etapas en Bolonia, desde 1992 hasta 1995, y desde 1997 hasta 2000, ya que entremedias probó suerte en la NBA, jugando dos años en Miami Heat y Dallas Mavericks. 
Sus medias anotadoras en la LEGA italiana (considerada la mejor liga de Europa en las décadas de los 80 y 90) fueron muy altas: 23,7 ppp. (1992-93), 24.8 ppp. (1993-94), 27,8 ppp. (1994-95), 21.1 ppp. (1997-98), 15.3 ppp. (1998-99: año de su lesión más grave) y 18.7 ppp. (1999-2000). Si sumamos temporada regular y play-offs, su tope anotador en Italia fue de 29.9 puntos por partido en la temporada 1994-1995, cuando fue MVP de la LEGA y de las Finales. Sus porcentajes de tiro, además, eran extraordinarios, los más altos entre cualquier escolta o alero europeo del momento, con 63.3% en tiros de dos, 40.7% en triples y 81.9% en tiros libres. Su mejor porcentaje en tiro exterior de tres puntos fue en la temporada 1992-1993, con un increíble 50,8 % de acierto, año en el que derrotó a la Benetton de Treviso en las finales de LEGA, en un duelo en el que superó al considerado por entonces mejor jugador europeo: Toni Kukoč. (En el tercer partido de las finales de 1993 -y último partido de Kukoč en Europa-, el croata anota 21 puntos en 40 minutos de juego, Danilović 28 puntos en solo 31 minutos, con mucho mejores porcentajes: 11 de 14 en tiros de 2 —79 %— y 6 de 6 en libres: 100 %). En las finales de Lega de 1994 (Virtus Bologna-Scavolini Pesaro. 3-2) anota una media de 26.8 puntos, con máximos de 33 puntos en el 3.º y en el decisivo 5.º partido, superando a Carlton Myers. Su anotación de MVP en el último partido final fueron 33 puntos con 9 de 12 tiros de 2 (75 %) y 15 de 20 en libres (75 %). En las finales de la Lega de 1995 (Virtus Bologna-Benetton Treviso, 3-0), -tras eliminar en 5 partidos de semifinales al Stefanel Milano en un atractivo duelo con su compatriota Bodiroga, Danilović gana de nuevo, esta vez con 23.8 puntos- contra la Benetton supusieron tres victorias en tres partidos, en los que Danilović anotó una media de 28 puntos y es nombrado MVP de las finales. Supera al favorito Benetton que, con Orlando Woolridge, Naumoski, Pittis, Esposito, Rusconi, Iacopini y Gracis, contaba con una plantilla muy superior a la de la Virtus. En el tercer y definitivo partido, con resultado 95-82 favorable a los boloñeses, Sasha Danilović anota 40 puntos, su mejor anotación en una final, con unos porcentajes de acierto en el tiro altísimos: 12 de 17 en tiros de 2 (71%) y 13 de 15 en libres (87%). Era su último partido en Italia antes de partir a la NBA.
Fue seleccionado en el Draft de la NBA de 1992 en la 43.ª posición por Golden State Warriors, equipo que posteriormente traspasó sus derechos a la franquicia de Florida. En Miami Heat promedió 13.4 puntos por partido (1995-96) antes de caer lesionado y no reaparecer hasta los play-offs, que le enfrentaron a los Chicago Bulls de Michael Jordan. En 1997, ya traspasado a Dallas, promedia 16.6 puntos por partido (el segundo máximo anotador del equipo) y da por finalizada su etapa NBA, algo extraño considerando que siempre fue el escolta titular de sus equipos. De hecho, al acabar la temporada 1996-1997 era el segundo máximo anotador de Dallas Mavericks (16,6 puntos por partido), sólo superado por Chris Gatling (19,1 pts) y le quedaba un año más de contrato. Pero Danilovic pidió rescindir su contrato y dejar la NBA. Así, tras 56 partidos en dos temporadas, donde promedió 12.8 puntos en 31.1 minutos por partido, regresó a Italia. 
En su segunda estancia en la Virtus ganó tres títulos, hasta su retirada en el año 2000. 1997-98 es la temporada en que el poderoso vecino Kinder Virtus Bologna, entrenado por Ettore Messina y liderado por Predrag Danilović, disputa las finales de la LEGA contra el Teamsystem Fortitudo Bologna, liderado por Dominique Wilkins, Gregor Fučka, David Rivers y Carlton Myers. En las finales se produce un interesante duelo entre Dominique Wilkins y Danilović , que se decanta a favor del serbio, cuando en el quinto y definitivo partido anota en los últimos segundos una jugada de cuatro puntos, triple frontal a siete metros con falta incluida de Wilkins. Danilovic anotó el tiro libre y fueron a la prórroga, en donde anotó 10 puntos seguidos en 3 minutos y medio. Ni Carlton Myers ni D. Wilkins lograron frenarlo. De 20 puntos anotados, 14 de ellos los anotó en menos de 5 minutos, por lo que su equipo ganó la liga más disputada de la década en Italia.
Ha sido además el único jugador yugoslavo, entre 1958 y 1998, en proclamarse máximo anotador de la Euroleague (Liga Europea 1994-1995) promediando 22,1 puntos por partido en las filas de la Virtus Buckler Bologna, sumando la primera fase de liguilla y los play-offs. 
Danilović fue co-vicepresidente del KK Partizan con Vlade Divac, club del que fue Presidente. Entre 2016 y agosto de 2024 fue Presidente de la Federación de Baloncesto de Serbia. Durante sus ocho años de presidencia las diferentes selecciones y categorías masculina y femenina de baloncesto obtuvieron 27 medallas internacionales, según informó la federación en nota de prensa (13-08-2024).

### Selección de Yugoslavia
Con la Selección de Yugoslavia unificada (serbios, croatas, eslovenos y montenegrinos unidos) se proclamó campeón de Europa en 1989 y en 1991, siendo muy joven y ocupando el puesto de escolta suplente como primer relevo de Dražen Petrović.
La ONU impidió que Yugoslavia (Serbia y Montenegro) participase en torneos internacionales FIBA de 1992 a mayo de 1995. Danilović reapareció con su selección en el Eurobasket de Atenas y ganó su tercera medalla de Oro en junio de 1995, siendo el máximo anotador yugoslavo a lo largo de todo el torneo (17.4 puntos de promedio) y anotando 23 puntos en la final contra Lituania, en un gran duelo individual con Sarunas Marciulionis. En 1997 ganó su cuarta medalla de Oro en el Eurobasket de Barcelona, siendo el único jugador yugoslavo de la historia en lograrlo y el único europeo desde las selecciones de la URSS en la década de 1970. Danilović fue el yugoslavo con mejor promedio anotador del torneo de 1997 (15 puntos por partido), al igual que lo había sido en el de 1995, por delante de sus compañeros Dejan Bodiroga, Zeljko Rebraca y Aleksandar Djordjevic. También repitió como máximo anotador yugoslavo en el Eurobasket de Francia 1999 (12.4 ppp.), pero en esta ocasión solo fueron Medalla de Bronce, al perder en la semifinal contra Italia (a la postre campeona ante España).
Danilović fue además el máximo anotador de Yugoslavia en el torneo olímpico de Atlanta 1996, en la que fueron Medalla de Plata. Con promedios anotadores de más de 16 puntos por partido, jugó su partido más decisivo en la semifinal contra la Lituania de Sarunas Marciulionis y Arvydas Sabonis, encuentro que daba acceso a la gran final olímpica contra Estados Unidos, en donde encestó las canastas ganadoras al final y acabó con una anotación de 19 puntos.
En los Juegos Olímpicos de Sídney 2000, Danilović jugó solo cuatro partidos; en el último de ellos, contra Canadá, cuando llevaba anotados 20 puntos se lesionó en la segunda mitad y se rompió la rodilla, convirtiéndose inesperadamente en su último partido como baloncestista profesional. Aquella lesión, el 25 de septiembre de 2000, puso fin a su brillante carrera profesional, cuando contaba con apenas 30 años y había firmado una ampliación de contrato con la Kinder Virtus Bolonia (a la postre campeona de Europa al final de esa temporada), siendo ocupado su lugar por Manu Ginóbili.

## Opiniones

### Entrenadores
Considerado unánimemente el mejor entrenador de la historia del baloncesto europeo, Željko Obradović fue compañero de Danilović en el Partizan como jugador entre 1985 y 1991, lo entrenó en dicho equipo en la temporada 1991-1992 y en la selección yugoslava serbomontenegrina entre 1996 y 2000 (en 1995 también pero como segundo entrenador). Obradović ha explicado en múltiples entrevistas que Danilović fue en su adolescencia el jugador con una ética de trabajo y de esfuerzo por mejorar la técnica individual más destacado que ha conocido en su larga carrera deportiva:

La gente no se lo va a creer si les digo que Danilović ha recibido en categorías de formación no mano 'dura', sino una mano de 'piedra', pero él ha tenido una voluntad de hierro. Cada día no paraba el entrenamiento hasta anotar 1000 tiros. No intentos, sino tiros. 

Clifford Luyk, que fue su rival como entrenador del Real Madrid en la Euroliga de 1992-93 y 1993-94, también lo reconocía como el mejor de Europa en su puesto:

La máxima preocupación individual del Real Madrid se centra en Pedrag Danilović, el mejor escolta europeo. Clifford Luyk reconoció su preocupación por la estrella serbia, según informa Andrés Montes: "Tengo algo preparado para Danilović, del que se encargarán casi seguro Santos y Cargol.

Similares declaraciones han realizado entrenadores tan prestigiosos como Dušan Ivković, Ettore Messina, o su primer entrenador NBA Pat Riley, como recogió el diario El País en 1995:

Hasta el entrenador de los Heat, Pat Riley, muy poco dado a elogiar a ninguno de sus jugadores, ha evaluado positivamente la actuación de su nueva incorporación europea: Sabe cómo jugar al baloncesto, señala Riley, tiene mucho camino por delante, pero estoy gratamente sorprendido por su tiro exterior.

### Prensa
La prensa española ya lo consideraba el mejor baloncestista de Europa a sus 24 años, como recogía el diario El País a raíz de una derrota que le infligió al FC Barcelona.

Pedrag Danilović es una de las pocas figuras que quedan en el Viejo Continente capaz de resolver por sí mismo un partido, de romper la cuidada y lujosa maquinaria de un equipo como el Barcelona, hasta ayer imbatido en la Liga Europea. Danilović marca la jugada, reúne a sus compañeros en un improvisado tiempo muerto en medio de la pista, discute con los árbitros, fuerza personales y es capaz de anotar desde todas las posiciones.

Debido a su duro carácter, descrito por ejemplo por Željko Obradović, la personalidad deportiva de Danilović ha sido descrita de manera contradictoria y, quizá, con incomprensión. Así, mientras él declaró siempre ser un apasionado del baloncesto (A la perfección se llega con pasión, afirmó en El País) la prensa habitualmente lo tachó de ser duro y muy frío, como recoge el artículo DANILOVIC: UN MITO BRILLANTE PERO FRÍO, uno de los más completos que se han publicado en español sobre la leyenda serbia. La prensa italiana lo consideraba más competitivo que cualquier estrella europea, incluidos Dražen Petrović, Arvydas Sabonis o Toni Kukoč:

En los finales del 1999, otro periodista italiano escribió en la revista Il Guerin Sportivo:“Danilović es como bolsita de té. Le mezcláis con el agua y todo se convierte en té. Le metéis en un equipo y todos mejoran. Esta característica no tenía ni Drazen Petrovic. No la tienen tampoco Sabonis o Kukoc. Quizás la tenía solamente Kreso Cosic”.

en especial por incluir una descripción de un periodista italiano que define su personalidad con gran precisión, justo en su retirada en el año 2000.

Danilović fue verdaderamente uno de los más grandes jugadores de la historia del baloncesto, el jugador más dominante durante la década de los noventa. Pero, su fuerte carácter, el entendimiento de la vida como una lucha incesante y la necesidad de ser insolente a toda costa, le desgastaron tanto como largos años de la carrera deportiva. Tiene solamente 30 años pero el jugador es mucho mayor que el hombre. Su mito será siempre brillante pero frío, igual como él en el momento del tiro decisivo. Una sola sonrisa podría alargar su carrera y hacer más cálida la memoria a su juego. Pero entonces, esto no sería Danilović.

### Jugadores
El 17 de septiembre de 2013, durante el Eurobasket 2013 la prestigiosa HoopsHype publicó una encuesta a los jugadores europeos participantes en dicho torneo en la que tenían que elegir a los mejores baloncestistas europeos de la Historia. Predrag Danilović fue elegido como el octavo mejor baloncestista europeo de la historia, solo superado por los siguientes siete: Dražen Petrović, Tony Parker, Arvydas Sabonis, Dejan Bodiroga, Dirk Nowitzki, Pau Gasol y Toni Kukoč. Tras Predrag Danilović aparecían Juan Carlos Navarro (noveno) y Andrei Kirilenko (décimo).

## Palmarés
- 1 Campeonato yugoslavo (1992) con el KK Partizan.
- 2 Copas yugoslavas (1989, 1992) con el KK Partizan.
- 4 Campeonatos italianos (1993, 1994, 1995, 1998) con Virtus Bologna.
- 1 Copa italiana (1999) con Virtus Bologna.
- 2 Euroligas (1992) con el KK Partizan, (1998) con Virtus Bologna.
- 1 Copa Korac (1989) con el KK Partizan.
- MVP de la Final Four de la Euroliga 1992.
- MVP europeo en 1994 según la revista FIBA Basket, en votación de entrenadores y periodistas especializados.[8]
- MVP europeo en 1995 según la FIBA.
- MVP italiano en 1998.
- Medalla de Oro en el Campeonato de Europa sub-18 (1988).
- Hall of Fame del Baloncesto Español (2023)